# Slag bij La Roche-aux-Moines
De Slag bij La Roche-aux-Moines was een militair conflict in het middeleeuwse Frankrijk op 2 juli 1214 tussen de Franse kroonprins Lodewijk VIII en de Engelse koning Jan zonder Land voor de muren van het kasteel van La Roche-aux-Moines ("Rots van de monniken"). Het slagveld, dat vandaag de dag de naam Savennières draagt, was niet ver gelegen van Angers, in de historische provincie van Anjou (departement Maine-et-Loire).
Het bijzondere van deze strijd was het uitblijven van een directe strijd tussen de twee partijen in het conflict. Dit was het gevolg van de vroegtijdige vlucht van Jan zonder land, waardoor de strijd in het voordeel van de prins van Frankrijk werd afgesloten.

## Achtergrond
De slag vond plaats in het kader van de militaire campagne in de zomermaanden van 1214 van de Engelse koning tegen de Franse koning Filips II Augustus in alliantie met keizer Otto IV van Braunschweig. De reden voor deze campagne was het conflict van het Franse koningshuis met het Engelse koningshuis Plantagenet, dat voortkwam uit het feit dat koning Filips II Augustus de vernietiging van de uitdijende territoria van de Plantagenets (Angevijnse Rijk) nastreefde. Dit bereikte hij in 1202 met een verstekvonnis tegen zijn vazal Jan zonder Land en de aansluitende militaire omzetting van dit vonnis. De Franse koning slaagde er tegen 1204 in om alle gebieden van de Plantagenets ten noorden van de Loire, met name Normandie, Maine, Anjou en Touraine, te bezetten en in zijn kroondomein in te lijven.
Jan zonder Land ondernam in de volgende jaren een politiek ter terugwinning van het verloren bezit en verbond zich daarvoor met zijn neef, de rooms-Duitse koning en keizer Otto IV, met wiens hulp hij een tweefrontenstrategie tegen Frankrijk wenste te beginnen. Filips II Augustus zijnerzijds verbond zich met de Staufer Frederik II, die de concurrent van de Welf Otto van Braunschweig was voor de keizerstitel. Nadat Frederik II in 1212 de Alpen had overgestoken, in Duitsland verscheen en daarmee de beslissende strijd in de Duitse troonstrijd inluidde, besloot het Engels-Welfs bondgenootschap tot het offensief tegen Frankrijk over te gaan.

## Verloop
Jan zonder Land landde op 15 februari 1214 met zijn leger in La Rochelle aan de kust van Saintonge. Vervolgens bracht hij in maart door een aanval op Limousin de burggraaf van Limoges aan zijn kant. Door een mars naar La Reole vestigde hij zijn positie in Gascogne en bracht de baronnen van Aquitanië door toezeggingen en onder druk van zijn legermacht aan zijn kant. Jans diplomatieke activiteiten vergden echter veel tijd. Daardoor kon Filips II Augustus in Châteauroux een leger van 800 ridders bijeenbrengen, met dewelke hij Jan tot staan wou brengen. Daarbij bereikte hem berichten de oorlogsvoorbereidingen van keizer Otto IV aan de Nederrijn, waarop hij zich naar het noordoosten van zijn koninkrijk begaf om daar een tweede legermobilisatie op te stellen. De verantwoordelijkheid voor de verdediging van het zuidwesten vertrouwde hij aan zijn zoon en kroonprins Lodewijk en zijn maarschalk Henri I Clément toe.
In mei begon Jan ten slotte met zijn mars door Poitou. Hij veroverde alras de burchten van Mervant en Voucant, waar hij zijn oude tegenstander Godfried de Lusignan kon gevangen nemen. In Parthenay kwam hij met Hugo IX van Lusignan het huwelijk van zijn dochter Johanna met Hugo's oudste zoon Hugo (X) overeen, waardoor hij de steun van de sinds lang met hem in conflict liggende en machtige familie Lusignan voor zich wist te winnen. Naast Hugo IX huldigden hem daar ook Rudolf I van Eu en Godfried de Lusignan. In juni stak hij de Loire over richting het noorden en stootte in Bretagne door, in dewelke het jaar ervoor hertog Peter Mauclerc de macht had overgenomen, die een verwant van de Franse koning was. Na de plundering van Ancenis slaagde hij in de verovering van Nantes en de gevangenname van de broer van de hertog, Robert Gasteblé. Daarna trok Jan in Anjou verder, het stamland van zijn familie. Het gezag van de Franse koning werd door de seneschalk Guillaume des Roches vertegenwoordigd, die voorheen een vazal van Jan was geweest, maar in 1204 net als vele andere baronnen van het Franse vasteland naar de zijde van Filips II Augustus waren overgelopen. De seneschalk kon op 17 juni de overgave van Angers  aan Jan zonder strijd niet verhinderen, maar bereidde de garnizoenen van drie burchten in de omgeving voor op de verdediging, van dewelke Jan evenwel twee kon overrompelen. Enkel La Roche-aux-Moines hield tegen de op 19 juni begonnen belegering stand.
Intussen was prins Lodewijk met zijn leger naar Chinon getrokken, waar hij Guillaume des Roches en Aimery de Craon aantrof, die hem van de belegering van Roche-aux-Moines op de hoogte brachten. De prins besloot over te gaan tot een onmiddellijke opmars tegen Jan, daar hij voor een algemene afval van hun vazallen in Anjou vreesde, zoals dit Jan al bij de inname van Angers was gelukt. Toen het bericht van het naderen van de prins de belegeraars bereikte, zorgde dit voor onzekerheid onder Jans bondgenoten aangezien hun domeinen onbewaakt waren achtergebleven zolang ze met hun ridders voor Roche-aux-Moines waren gelegerd. Onder leiding van burggraaf Aimery van Thouars verzetten ze zich tegen een open veldslag en zetten ze zich tegen Jan af. Toen prins Lodewijk op 2 juli La Roche-aux-Moines bereikte, zijn leger in slagorde opstelde en een formele uitnodiging om de strijd aan te gaan naar Jan stuurde, geraakte deze zonder de steun van zijn bondgenoten in paniek en vluchtte met zijn troepen ijlings naar het zuiden. Slechts het belegeringsmateriaal dat te zwaar was om te transporteren liet hij achter. Bij de haastige overtocht van de Loire vielen de enige slachtoffers van die dagen, toen meerdere infanteristen van Jan verdronken. Reeds na twee dagen, op 4 juli, bereikte Jan de abdij van Saint-Maixent-l'École na een reisweg van ongeveer 115 km, en op 9 juli was hij weer in La Rochelle.

## Gevolgen
De beslissing bij La Roche-aux-Moines had een doorslaggevende invloed op de verdere militaire activiteiten van de zomer 1214. Terwijl tot op dit tijdstip keizer Otto IV zijn mars naar Frankrijk nog niet had begonnen, verschafte ze Filips II Augustus de noodwendige tijd voor de bijeenroeping van de Franse arrière-ban in Péronne. Daar Jan zich sinds zijn nederlaag niet meer uit Poitou had durven wagen, kwam het niet tot een vereniging van zijn strijdkrachten met het leger van zijn neef, wat hun bondgenootschap tot een strategisch nadeel strekte. Daarom moest keizer Otto IV op 27 juli in de Slag bij Bouvines tegen het ongeveer even sterker leger van Filips II Augustus aantreden en de doorslaggevende nederlaag in de strijd van 1214 aanvaarden.
Nadat Jan van de nederlaag van Bouvines had ondergaan, nam hij contact op met Filips II Augustus en smeekte op 18 september in Chinon om een wapenstilstand, waarbij hij de na de wapenstilstand van Thouars van 1204 de in dat jaar geleden verliezen weer moest erkennen.